# Панајарви
Панајарви национални парк (фин. Paanajärven kansallispuisto) се налази у северозападном делу Републике Карелије, у северозападној Русији. 
Парк је основан 1992. године.. Пуноправни је члан WWF-ове фондације ПАН паркови.

## Географија парка
Национални парк се налази у близини Северног поларног круга на северозападу Републике Карелије, у Лоухском рајону. Западна граница парка поклапа се са границом Русије и Финске. 
Површина националног парка је 103,3 хиљаде хектара. Шумско земљиште заузима 78 хиљада хектара (75,5%), укључујући шумско покривено земљиште - 77,5 хиљада хектара (75,0%). Површина земљишта које није покривено шумом износи 25,3 хиљаде хектара (24,5%), укључујући: воду - 10,9 хиљада хектара (10,6%), мочваре - 13,0 хиљада хектара (12,6%), путеви и пропланци - 0,2 хиљада хектара (0,2%), преосталих 1,2 хиљаде хектара (1,1%) - остале земље. На подручју парка нема насеља.
Према пројектним одлукама, парк је подељен у 5 функционалних зона с различитим начинима заштите и коришћења:
- Зона посебног режима - 6,9 хиљада хектара (7% укупне површине) је гранична линија;
- Зона резерви - 19,0 хиљада хектара (18%);
- Подручје образовног туризма - 5,2 хиљаде хектара (5%);
- Регулисана зона рекреативне употребе - 71,6 хиљада хектара (69%);
- Услужна површина за посетиоце - 0,8 хиљада хектара (1%).

Језеро Панајарви је јединствени природни објект. Оно је дугачко 24 km, широко 1,4 km, и има дубину од 128 м. Спада у најдубља мала језера на свету. У језеру се налази скоро 1 km³ најчистије воде, чија је засићеност кисеоником на великим дубинама (60–80 м) највиша у односу на друга језера. Долина језера је окружена релативно високим планинама, што ствара посебну микроклиму. Зими хладне ваздушне масе долазе са планина до долине језера, при екстремној хладноћи температурна разлика може досећи и до 20 °C. Зиме су веома хладне, са ниским температурама сличним онима које владају на северном полу. Али од априла до септембра у парку је осетно топлије него у околини. Овакве екстремне температуре у сливу Оланги-Панајарви омогућују да се подручје парка сматра најконтиненталнијим подручјем Финоскандије.
У зимским данима, светлосни дан је кратак, често је видљива поларна светлост. Лети сунце залази на хоризонту 2-3 сата.

## Галерија
- Брзак реке Кивакакоски и планина Кивакатунтури.
- Карта парка